# Still Gold
『Still Gold』（スティル・ゴールド）は、2009年3月4日に発売された鈴木雅之の13枚目のアルバム。

## 解説
前作『Champagne Royale』から、約2年ぶりのリリース。本作は「Still Gold」をタイトルにし、「大切な人を想い続けること」「輝き続けること」、年月を経ても希望や夢へと繋がっていくポジティブな気持ちを歌い上げている。筒美京平、湯川れい子、柳ジョージ、松井五郎、古内東子、佐藤竹善、川村結花ら豪華作家陣が参加した楽曲、バイオリニスト葉加瀬太郎が参加した「Home Grown」を含む全13曲収録。本作を引っ提げた全国ツアー「taste of martini tour 2009〜Still Gold〜」が、同年4月4日から19公演で開催され、5月22日の大宮ソニックシティ公演がライブDVD『〜taste of martini tour 2009 Still Gold〜』として同年9月にリリースされた。
初回仕様は三方背BOX。

## 収録曲
| #         | タイトル                                                           | 作詞         | 作曲               | 編曲       | 時間  |
| --------- | ------------------------------------------------------------------ | ------------ | ------------------ | ---------- | ----- |
| 1.        | 「Still Gold」(フジテレビ系「金曜プレステージ」テーマソング)       | 川村結花     | 川村結花           | 柿崎洋一郎 | 4:55  |
| 2.        | 「ジョアンナ」                                                     | 湯川れい子   | 柳ジョージ         | 坂本昌之   | 6:23  |
| 3.        | 「WALK OF LIFE」                                                   | 佐藤竹善     | 佐藤竹善           | 西脇辰弥   | 4:59  |
| 4.        | 「愛しているのに」                                                 | 松井五郎     | 田村信二, 小林忠晃 | 河野圭     | 5:38  |
| 5.        | 「ひとつだけ」                                                     | 古内東子     | 古内東子           | 佐藤準     | 4:43  |
| 6.        | 「My Last Secret」                                                 | 松尾潔       | 佐々木潤           | 大坪稔明   | 4:58  |
| 7.        | 「Mirage〜眩暈〜」                                                 | Kenn Kato    | 宮崎歩             | 小林信吾   | 5:01  |
| 8.        | 「バックミラー」                                                   | 松尾潔       | 瀬川忍             | Maestro-T  | 4:57  |
| 9.        | 「キラリ誘惑」                                                     | 久保田洋司   | 大智, 宮崎誠       | 小林信吾   | 4:20  |
| 10.       | 「永遠の旅の中」                                                   | 鮎川めぐみ   | 筒美京平           | 清水信之   | 4:16  |
| 11.       | 「'S WONDERFUL」(NIKKA WHISKY[スーパーニッカ]TVCMタイアップソング) | Ira Gershwin | George Gershwin    | 井上鑑     | 3:40  |
| 12.       | 「おやすみ」                                                       | 柚木美祐     | 来生たかお         | 大坪稔明   | 5:21  |
| 13.       | 「Home Grown」                                                     | 松井五郎     | 竹本健一           | 清水信之   | 5:20  |
| 合計時間: | 合計時間:                                                          | 合計時間:    | 合計時間:          | 合計時間:  | 64:31 |